# Classici (Oscar Mondadori) dal 601 al 700
|  | I 100 precedenti: Classici (Oscar Mondadori) dal 501 al 600 |

## Dal n. 601 al n. 700
| Numero | Titolo                                                                                   | Autore                              |
| ------ | ---------------------------------------------------------------------------------------- | ----------------------------------- |
| 601    | Gli amori gialli                                                                         | Tristan Corbière                    |
| 602    | La morte di Socrate e altri racconti                                                     | Lev Tolstoj                         |
| 603    | Una nobile follia                                                                        | Iginio Ugo Tarchetti                |
| 604    | Il mio cuore messo a nudo e altri progetti                                               | Charles Baudelaire                  |
| 605    | La mano scorticata e altre novelle                                                       | Guy de Maupassant                   |
| 606    | Eugénie Grandet                                                                          | Honoré de Balzac                    |
| 607    | L'anonimo ovvero Senza padre né madre                                                    | Honoré de Balzac                    |
| 608    | Avventure nel West                                                                       | Emilio Salgari                      |
| 609    | Inferno                                                                                  | August Strindberg                   |
| 610    | Antimilitarismo                                                                          | Gian Pietro Lucini                  |
| 611    | La scienza come professione - La politica come professione                               | Max Weber                           |
| 612    | Lettere sulla poesia                                                                     | John Keats                          |
| 613    | Divina Commedia: Inferno                                                                 | Dante Alighieri                     |
| 614    | Divina Commedia: Purgatorio                                                              | Dante Alighieri                     |
| 615    | Divina Commedia: Paradiso                                                                | Dante Alighieri                     |
| 616    | La signorina Fifì e altre novelle                                                        | Guy de Maupassant                   |
| 617    | Manfred                                                                                  | George Gordon Byron                 |
| 618    | La lacrima nel sigillo e altri racconti                                                  | Henry James                         |
| 619    | Viaggio al centro della terra                                                            | Jules Verne                         |
| 620    | I due nobili congiunti                                                                   | William Shakespeare                 |
| 621    | Avventure in India: Il capitano della Djumna - La montagna di luce - La perla sanguinosa | Emilio Salgari                      |
| 622    | L'impagliatrice e altre novelle                                                          | Guy de Maupassant                   |
| 623    | César Birotteau                                                                          | Honoré de Balzac                    |
| 624    | La mandragola                                                                            | Niccolò Machiavelli                 |
| 625    | Il cappello del prete                                                                    | Emilio De Marchi                    |
| 626    | Corinna o l'Italia                                                                       | Madame de Staël                     |
| 627    | Effi Briest                                                                              | Theodor Fontane                     |
| 628    | Valperga: vita e avventure di Castruccio, principe di Lucca                              | Mary Shelley                        |
| 629    | Il pane maledetto e altre novelle                                                        | Guy de Maupassant                   |
| 630    | Timone d'Atene                                                                           | William Shakespeare                 |
| 631    | Ragione e sentimento                                                                     | Jane Austen                         |
| 632    | Un uomo solo                                                                             | Adalbert Stifter                    |
| 633    | La felicità domestica                                                                    | Lev Tolstoj                         |
| 634    | Perché la gente si droga? e altri saggi su società, politica e religione                 | Lev Tolstoj                         |
| 635    | Un eroe del nostro tempo                                                                 | Michail Lermontov                   |
| 636    | Controcorrente                                                                           | Joris-Karl Huysmans                 |
| 637    | Pamela, o La virtù ricompensata                                                          | Samuel Richardson                   |
| 638    | La fiera della vanità                                                                    | William Makepeace Thackeray         |
| 639    | Thérèse Raquin                                                                           | Émile Zola                          |
| 640    | Lettere persiane                                                                         | Charles-Louis de Montesquieu        |
| 641    | L'altra casa                                                                             | Henry James                         |
| 642    | L'agente segreto: un racconto semplice                                                   | Joseph Conrad                       |
| 643    | Germinale                                                                                | Émile Zola                          |
| 644    | I signori Golovlëv                                                                       | Michail Evgrafovič Saltykov-Ščedrin |
| 645    | La trentenne                                                                             | Honoré de Balzac                    |
| 646    | Aphrodite: costumi antichi                                                               | Pierre Louÿs                        |
| 647    | L'italiano, ovvero Il confessionale dei penitenti neri                                   | Ann Radcliffe                       |
| 648    | Cronache dell'unità d'Italia: articoli e corrispondenze (1859-61)                        | a cura di Andrea Aveto              |
| 649    | Libro tibetano dei morti                                                                 | Padmasambhava                       |
| 650    | Racconti crudeli                                                                         | Villiers de l'Isle-Adam             |
| 651    | Poesie                                                                                   | Carlo Porta                         |
| 652    | Gli europei. Un bozzetto                                                                 | Henry James                         |
| 653    | Canzoniere                                                                               | Francesco Petrarca                  |
| 654    | Una storia tra due città                                                                 | Charles Dickens                     |
| 655    | Le luci della sapienza                                                                   | Al-Ghazali                          |
| 656    | Ivanhoe                                                                                  | Sir Walter Scott                    |
| 657    | Confessioni                                                                              | Sant'Agostino                       |
| 658    | Robinson Crusoe                                                                          | Daniel Defoe                        |
| 659    | Delitto e castigo                                                                        | Fëdor Dostoevskij                   |
| 660    | L'idiota                                                                                 | Fëdor Dostoevskij                   |
| 661    | Moby Dick                                                                                | Herman Melville                     |
| 662    | Gli anni di apprendistato di Wilhelm Meister                                             | Johann Wolfgang Goethe              |
| 663    | Il segno rosso del coraggio                                                              | Stephen Crane                       |
| 664    | David Copperfield                                                                        | Charles Dickens                     |
| 665    | Guerra e pace                                                                            | Lev Tolstoj                         |
| 666    | Il Circolo Pickwick                                                                      | Charles Dickens                     |
| 667    | Il conte di Montecristo                                                                  | Alexandre Dumas                     |
| 668    | Walden - La disobbedienza civile                                                         | Henry David Thoreau                 |
| 669    | Illusioni perdute                                                                        | Honoré de Balzac                    |
| 670    | Faust                                                                                    | Johann Wolfgang Goethe              |
| 671    | Tom Jones                                                                                | Henry Fielding                      |
| 672    | Don Chisciotte della Mancia                                                              | Miguel De Cervantes                 |
| 673    | Paradiso perduto                                                                         | John Milton                         |
| 674    | Emilio o dell'educazione                                                                 | Jean-Jacques Rousseau               |
| 675    | La Divina Commedia di Dante Alighieri                                                    | Gustave Doré                        |
| 676    | Viaggio in Italia                                                                        | Johann Wolfgang Goethe              |
| 677    | Mansfield Park                                                                           | Jane Austen                         |
| 678    | Venere in pelliccia                                                                      | Leopold von Sacher-Masoch           |
| 679    | Dialogo dei massimi sistemi                                                              | Galileo Galilei                     |
| 680    | Le confessioni                                                                           | Jean-Jacques Rousseau               |
| 681    | Poesie                                                                                   | Emily Dickinson                     |
| 682    | Le mille e una notte                                                                     | a cura di Hafez Haidar              |